# The Watch (película de 2012)
The Watch (anteriormente conocida como Neighborhood Watch, llamada Los amos del barrio en España y Vecinos cercanos del tercer tipo en Hispanoamérica) es una película cómica de ciencia ficción de 2012 dirigida por Akiva Schaffer y escrita por Jared Stern, Seth Rogen y Evan Goldberg. Está protagonizada por Ben Stiller, Vince Vaughn, Jonah Hill y Richard Ayoade como cuatro vecinos que forman un grupo de vigilancia en una vecindad suburbana que se ven obligados a actuar cuando descubren un complot alienígena que amenaza al mundo.

## Argumento
En la ciudad de Glenview, Ohio, Evan Trautwig (Ben Stiller) es un voluntario apasionado en la comunidad y gerente senior de la tienda local Costco. Su vida cambia cuando el guardia de seguridad nocturno de la tienda es asesinado. La policía local no tiene pistas y no muestra interés en seguir investigando. Decidido a encontrar al asesino y llevarlo ante la justicia, Evan decide formar una guardia del vecindario. Sin embargo, solo logra reclutar a Bob (Vince Vaughn), un trabajador de la construcción y padre sobreprotector; Franklin (Jonah Hill), un desertor de la escuela secundaria que sueña con ser un oficial de policía pero no pasó las pruebas escritas, físicas y de salud mental; y Jamarcus (Richard Ayoade), un reciente  divorciado.
Los miembros de la guardia usan al grupo como excusa para beber y relajarse, para disgusto de Evan. Mientras conducían de patrulla, chocaron accidentalmente con algo. Descubren un extraño orbe metálico que actúa como un arma altamente destructiva y deducen que es de origen alienígena. Mientras tanto, varios habitantes más mueren misteriosamente. Los vigilantes responden a los asesinatos y se encuentra con un extraterrestre, que los ataca. Evan aparentemente lo mata con un gnomo de césped antes de que el grupo regrese con la criatura a la casa de Bob. La criatura recupera la conciencia y escapa, robando el orbe metálico y advirtiéndoles que los alienígenas ya se han infiltrado en la ciudad. Los miembros de la guardia teorizan que los extraterrestres están robando las pieles de sus víctimas y se disfrazan de humanos, por lo que cualquier persona en Glenview podría ser un extraterrestre. Bob le confía a Evan que está preocupado por su hija Chelsea (Erin Moriarty) y no confía en su novio Jason (Nicholas Braun). Evan admite que ha estado evitando a su esposa Abby (Rosemarie DeWitt) porque es  infértil, y revela su preocupación de que pueda hacer que ella lo deje.
Evan sospecha que uno de sus vecinos es un extraterrestre debido a su inexpresiva, forma críptica de hablar y porque siempre parece estar siguiendo a Evan. Mientras los vigilantes exploran la casa del vecino, Bob se entera de que Chelsea está en una fiesta sin supervisión con Jason. Bob desobedece las órdenes de Evan y se apresura a ir a la fiesta con Franklin. Bob evita que Jason  viole a Chelsea, pero Jason lo golpea hasta que interviene Franklin. Evan y Jamarcus investigan al extraño vecino solos y descubren que organiza orgías en su sótano. Cuando Bob regresa, él y Evan discuten por poner a su hija por encima de la guardia. Bob es despedido de la guardia después de decir que Evan no tiene amigos porque trata de controlarlo todo. Evan se va a casa y le confiesa su infertilidad a Abby, quien acepta la noticia y le dice que resolverán las cosas juntos.
Van a la casa de Franklin a buscar armas. Su madre Brenda (Patricia French) le pregunta a Franklin "¿Quiénes son estas personas y por qué están en su casa? Franklin, tratando de actuar como un tipo duro, reprende públicamente a su madre, gritando" Maldita sea mamá, no te metas en mi habitación ". Cuando los demás se van, se disculpa tímidamente con su madre, explicando que estaba tratando de ser un "gran hombre" y la besa en la frente, antes de irse con los demás para matar a los extraterrestres.
Luego, Evan recibe una visita urgente de Jamarcus, quien confiesa que es uno de los extraterrestres, pero que ha elegido ponerse del lado de la humanidad después de experimentar la cultura humana. Advierte al grupo que los alienígenas están construyendo un transmisor debajo de la tienda de Costco que convocará a su armada para destruir la tierra; es expulsado de la guardia por su engaño. Bob, Franklin, Evan y Abby se arman y se infiltran en Costco para destruir el transmisor. Bob se encuentra con Jason, quien revela que él también es un extraterrestre, y se pelean. Evan y Franklin intentan desactivar el transmisor, pero están rodeados de extraterrestres. Jamarcus llega y salva a la pareja, revelando que los cerebros de los extraterrestres están ubicados en su entrepierna; Bob mata a Jason arrancándole el pene. Evan descubre que el transmisor está alimentado por el orbe metálico y lo quita, desactivando la máquina. Llegan más extraterrestres, lo que obliga al grupo a huir. El reloj usa el orbe metálico para destruir el edificio de Costco, matando a todos los extraterrestres dentro.
En el epílogo, Evan y Abby reavivan su romance y adoptan una hija. Bob está más cerca de Chelsea y le gusta su nuevo novio, a quien le asustan las historias de cómo Bob mató a Jason "arrancándole la polla". Franklin finalmente es aceptado por el Departamento de Policía de Glenview, y Jamarcus continúa participando en las orgías secretas del vecindario. El grupo mantiene la vigilancia y continúa protegiendo a Glenview.

## Elenco
- Ben Stiller como Evan Trautwig, mánager en una tienda Costco y residente en un barrio suburbano que crea un servicio de vigilancia después de que un amigo es asesinado. En repetidas ocasiones forma nuevos grupos, porque no tiene amigos.[5][6][7][8]
- Vince Vaughn como Bob McAllister, un vecino que usa el servicio de vigilancia para espiar la vida amorosa de su hija adolescente.[5] Vaughn entró en negociaciones para protagonizar esta película en junio de 2011. Lo que convenció a Vaughn para tomar el papel fue su relación con el personaje de la hija.
- Jonah Hill como Franklin, un vecino con problemas emocionales que se une a la guardia nocturna después de ser rechazado por la policía local.[8] La participación de Jonah Hill fue confirmada en agosto de 2011. Su compromiso previo con The watch lo obligó a rechazar un papel en la película Django Unchained, de Quentin Tarantino, que él consideraba que hubiera sido el próximo «paso perfecto» después de su nominación al premio Óscar en 2011. Sin embargo, apenas terminó de filmar logró obtener un papel en la película de Tarantino. Para representar su personaje, Hill pasó dos semanas de entrenamiento para aprender a usar una navaja.
- Richard Ayoade como Jamarcus, un vecino recientemente divorciado. Antes de que Ayoade firmara, se consideró para este papel a Chris Tucker.
- Rosemarie DeWitt como Abby Trautwig, la esposa de Evan (el personaje de Ben Stiller).[6]
- Erin Moriarty como Chelsea McAllister (hija del personaje de Vince Vaughn).
- Nicholas Braun como Jason (el novio de Chelsea).
- Will Forte como el sargento Bressman.
- Mel Rodriguez como el policía Chucho, compañero del sargento Bressman.
- Doug Jones como el extraterrestre principal.
- R. Lee Ermey como Manfred Salisbury (un violento vecino armado).
- Joe Nunez como Antonio Guzman, el guardián nocturno de Costco, cuyo asesinato inspira a Evan a crear el grupo de vigilancia.
- Billy Crudup como Paul, el vecino gay de Evan.
- Akiva Schaffer, cameo en un grupo de tres masturbadores mutuos en la orgía en casa de Paul (Billy Crudup).
- Andy Samberg, cameo en un grupo de tres masturbadores mutuos en la orgía en casa de Paul (Billy Crudup).
- Jorma Taccone, cameo en un grupo de tres masturbadores mutuos en la orgía en casa de Paul (Billy Crudup).
- Liz Cackowski como Carla.
- Johnny Pemberton como muchacho en patineta.
- Sharon Gee como la señora Kim, vecina coreana.

## Producción
En 2008, el productor Shawn Levy comenzó a desarrollar la película como un proyecto para público adolescente, escrito por Jared Stern. Entre 2009 y finales de 2010, el proyecto vio pasar a diferentes directores y estrellas, hasta que en noviembre de 2010 Seth Rogen y Evan Goldberg reescribieron el guion con objeto de alcanzar un público más adulto. La filmación comenzó en octubre de 2011, en el estado de Georgia y concluyó en enero de 2012.
La campaña de marketing de la película se vio afectada por el asesinato del joven negro Trayvon Martin por un miembro de vigilancia vecinal, el 26 de febrero de 2012, en Sanford (Florida). Como resultado, el mercadeo se redefinió para que apuntara más a los extraterrestres que a los vigilantes, y el nombre de película se cambió de Neighborhood watch (‘personal de vigilancia de barrio’) a The watch (‘los vigilantes’).
La película fue estrenada el 27 de julio de 2012 en Norteamérica. En general recibió críticas negativas, centradas en la trama y en los frecuentes chistes «vulgares y ofensivos». En cambio el elenco principal fue recibido de manera más positiva.